# 王维人
王维人（1919年11月—），曾用名王宣，云南呈贡县城人，中华人民共和国政治人物。

## 生平
早年在龙云的护卫混成独立团骑兵大队任分队长期，参加中共地下党组织的外围组织新民主主义联盟。1948年10月，中共昆明市委书记陈盛年派遣李培伦、魏文才、王维人到沧源开展革命工作，与沧源岩帅佤族上层头人进行沟通。
1949年2月，李培伦等人转移到双江德胜乡，与当地浦世民合作起事，成功攻占德胜乡公所，后起义队伍被编入迤南边区人民自卫军第一支队建制。1949年5月，王维人在双江营盘加入中国共产党。部队集中缅宁改编为“云南人民反蒋自卫军第二纵队十一支队”，王维人任八大队副大队长。1949年8月上旬，思普地委指示二纵十一支队撤出双、缅地区。八大队跟随其一同撤回普洱。部队编为“整训三大队”，王维人任大队长；之后部队在思茅正式编为滇桂黔边纵队第九支队四十三团，王维人任团作战参谋。1950年4月，四十三团与四十二团奉命整编为中国人民解放军云南军区宁洱边防区基干二团，王维人仍任团作战参谋，驻澜沧、孟连、西盟一线。1951年8月，调普洱边防区司令部仍任参谋，接着又调任云南军区司令部任参谋。因恶性疟疾复发，送云南军区医院治病。6月从医院转业回乡。文化大革命期间受到迫害。1979年6月平反。